# 濟莫維謝
50°50′55″N 29°57′37″E / 50.84861°N 29.96028°E
濟莫維什切（烏克蘭語：Зимовище）是位於烏克蘭北部的村莊，由基辅州维什霍罗德区的伊萬基夫市鎮負責管轄。該村面積0.9平方公里，海拔高度127米，2001年人口165，人口密度每平方公里183.3人。